# Bruère-Allichamps
Bruère-Allichamps – miejscowość i gmina we Francji, w Regionie Centralnym, w departamencie Cher.
Według danych na rok 1990 gminę zamieszkiwało 609 osób, a gęstość zaludnienia wynosiła 44 osoby/km² (wśród 1842 gmin Regionu Centralnego Bruère-Allichamps plasuje się na 599. miejscu pod względem liczby ludności, natomiast pod względem powierzchni na miejscu 947).